# Pteris kidoi
Pteris kidoi là một loài thực vật có mạch trong họ Pteridaceae. Loài này được Sa. Kurata miêu tả khoa học đầu tiên năm 1964.